# Henry Dickerson McDaniel
Henry Dickerson McDaniel, född 4 september 1836 i Monroe i Georgia, död 25 juli 1926 i Monroe i Georgia, var en amerikansk politiker (demokrat). Han var Georgias guvernör 1883–1886.
McDaniel utexaminerades 1856 från Mercer University och studerade sedan juridik och inledde därefter sin karriär som advokat i Monroe. I amerikanska inbördeskriget tjänstgjorde han som major i Amerikas konfedererade staters armé. År 1863 sårades han och tillbringade resten av kriget i nordstaternas krigsfångenskap.
McDaniel efterträdde 1883 James S. Boynton som Georgias guvernör och efterträddes 1886 av John Brown Gordon. McDaniel avled 1926 och gravsattes på Rest Haven Cemetery i Monroe i Georgia.